# Oudal
Oudal est une localité du Cameroun située dans le département du Mayo-Tsanaga et la Région de l'Extrême-Nord, à proximité de la frontière avec le Nigeria. Elle fait partie de l'arrondissement de Mayo-Moskota et du canton de Moskota.

## Population
En 1966-1967, la localité comptait 321 habitants, des Mafa.
Lors du recensement de 2005, on y a dénombré 705 personnes.